# 烏里克拉
烏里克拉（法語：Ourikéla），是馬里的城鎮，位於該國南部，由錫卡索區的約羅索省負責管轄，面積576平方公里，海拔高度323米，2009年人口23,855，人口密度每平方公里41人。